# World Painted Blood (singolo)
World Painted Blood è un singolo del gruppo musicale statunitense Slayer, pubblicato il 26 novembre 2010 come terzo estratto dal decimo album in studio omonimo.

## La canzone
Traccia d'apertura dell'album (nonché la più lunga), World Painted Blood è un brano veloce ed aggressivo, caratterizzato da riff veloci di chitarra e di batteria.
Il brano è stato pubblicato come singolo negli Stati Uniti dalla Metal Club in una tiratura limitata a 2500 copie.

## Tracce
Lato A
1. World Painted Blood – 5:52 (testo: Tom Araya, Jeff Hanneman – musica: Jeff Hanneman)

Lato B
1. Atrocity Vendor – 2:55 (Kerry King)

## Formazione
- Tom Araya – voce, basso
- Jeff Hanneman – chitarra
- Kerry King – chitarra
- Dave Lombardo – batteria